# Garphyttans industrimuseum

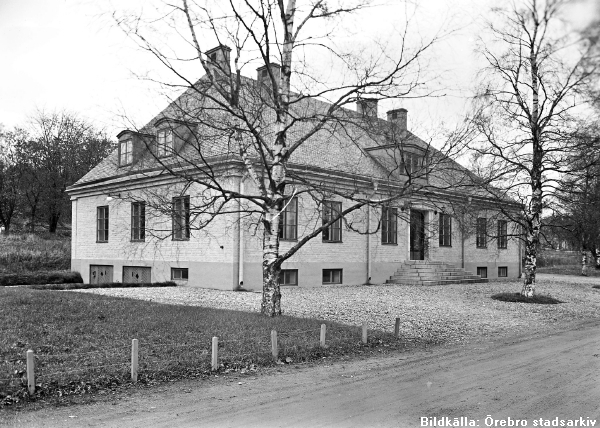
Garphyttans brukskontor 1946

Garphyttans industrimuseum är ett arbetslivsmuseum i Garphyttan i Närke.
I Garphyttans industrimuseum visas föremål, produktionsmiljöer och foton från brukets tidigare verksamhet från 1906 och framåt samt lokalhistoria. Museet disponerar sammanlagt 1 300 kvadratmeter.
Museet ligger i Garphytte bruks kontor fram till 1935. 
Museiverksamheten började planeras 1988 och invigdes 1991. Det drivs av en grupp frivilliga med stöd av Garphyttan Wire.